# Wapen van Dongen

Wapen van de gemeente Dongen (sinds 1990)

Het wapen van Dongen  werd op 6 maart 1998 aan de Noord-Brabantse gemeente Dongen toegekend. De tekening van het wapen is gelijk aan dat van het wapen van 1817, maar het is nu uitgevoerd in de historische kleuren.

## Geschiedenis
Het wapen is afgeleid van dat van de familie Van Dalem, verwant aan het geslacht Arkel, die lange tijd (tot 1499) de heerlijkheid in bezit had. Het familiewapen is na die tijd in elk geval sinds 1678 in gebruik geweest als wapen van de heerlijkheid Dongen. De kleuren waren wit op rood. Bij de aanvraag in 1815 zijn geen kleuren vermeld, waardoor het wapen door de HRvA is verleend in de rijkskleuren goud op blauw. In 1990 werden de oorspronkelijke kleuren hersteld en werd tevens een driebladige kroon aan het wapen toegevoegd.

## Beschrijving

### Wapen van 1817

Wapen van 1817

De beschrijving van het wapen van Dongen luidt:
Van lazuur beladen met 2 gebretesseerde en contragebretesseerde fascen van goud.
N.B.:
- De heraldische kleuren zijn de rijkskleuren lazuur (blauw) en goud (geel).

### Wapen van 1990
De beschrijving van het wapen van Dongen dat op 2 januari 1990 is toegekend, luidt:
In keel 2 beurtelings gekanteelde dwarsbalken van zilver. Het schild gedekt met een gouden kroon van 3 bladeren en 2 parels.
N.B.:
- De heraldische kleuren zijn keel (rood) en zilver (wit).

## Verwante wapens

Het wapen van Arkel